# Kition
Kition byl řecký (od 9. do 6. století fénický) městský stát na Kypru. Město Kition se nacházelo v dnešní Larnace. Město bylo založena ve 13. století př. n. l. mykénskými Řeky.

## Název
Starověký řecký název Kition (řecky Κιτιον) vznikl nápisů ve féničtině 𐤊𐤕 (KT) a 𐤊𐤕𐤉 (KTI). Zřejmě jde o název téhož města jako název kꜣṯꜣj dochovaný v chrámu Medínit Habu v Egyptě z doby vlády faraona Ramesese III. (1186 př. n. l. – 1155 př. n. l.). Podle římského historika Josefa Flavia se v hebrejských textech objevuje název Kitim (hebrejsky כתים‎), kterým Židé označovali celý Kypr, a dokonce i země dále na západ.

## Historie
Podle nápisu nalezeném v lokalitě Kathari vznikl městský stát Kition ve 13. století př. n. l.

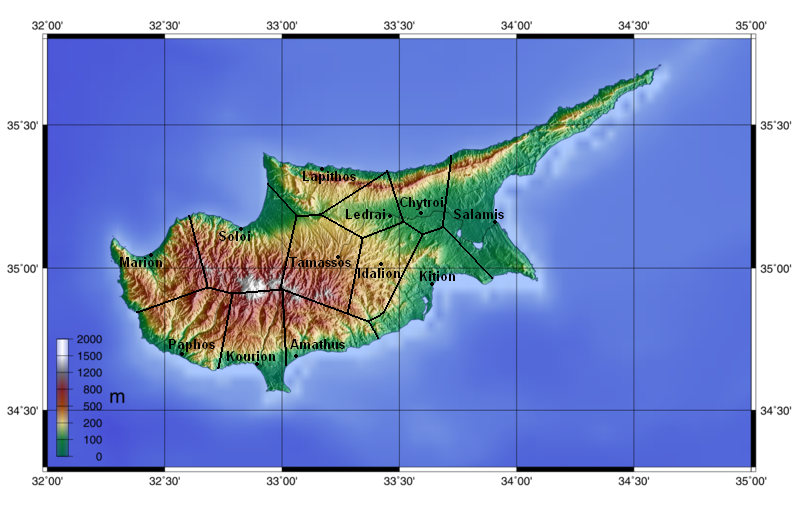
Jednotlivé kyperské státy v klasickém období řeckých dějin.